# 674 Rachele
Rachele (asteróide 674) é um asteróide da cintura principal com um diâmetro de 97,35 quilómetros, a 2,3624396 UA. Possui uma excentricidade de 0,1924971 e um período orbital de 1 827,75 dias (5,01 anos).
Rachele tem uma velocidade orbital média de 17,4134344 km/s e uma inclinação de 13,51228º.
Esse asteróide foi descoberto em 28 de Outubro de 1908 por Wilhelm Lorenz.